# Daniela Silivaș
Viorica Daniela Silivaș, házassága után Silivaș-Harper (Déva, 1972. május 9. –) többszörös olimpiai, világ- és Európa-bajnok román tornász, edző. Az ő nevét viseli egy talaj- és egy gerendagyakorlat is a Nemzetközi Torna Szövetség pontozási rendszerében.
Tökéletesen végrehajtott gyakorlatára hétszer kapta meg a maximális tízes pontszámot az olimpiai játékok ugyanazon kiadásán, ami rajta kívül csak Nadia Comăneci-nek és Mary Lou Rettonnak sikerült 1976-ban, illetve 1984-ben.
Az 1988-as olimpiai játékokon Szöulban minden számban dobogós volt, összesen hat érmet szerezve: három arany, két ezüst és egy bronz.
Pályafutása során összesen három olimpiai, hét világbajnoki és öt Európa-bajnoki aranyérmet szerzett.
1985-ben felkerült a Nemzetközi Torna Szövetség Világszínvonalú tornászok listájára.
2002-ben minden idők legfiatalabb tornászaként került be az International Gymnastics Hall of Fame-be.

## Életpályája
Nadia Comăneci-et látva a tévében döntötte el, hogy tornász lesz. Ötévesen el is kezdett tornázni a dévai tornaklubban (CSS „Cetate” Deva). Edzői itt Ioan Cărpinișan és Vasilica Oprea voltak. Románia nemzeti válogatottjába kerülve Octavian Bellu, Adrian Goreac és Maria Cosma készítették fel, de fél évig Károlyi Béla is edzette.
Országos szinten 1980-ban debütált, és az 1980–1983-as időszakban ő uralta az iskolai versenyek mezőnyét mind az egyes szereken, mind pedig összetettben. A nemzetközi versenyek színterére 1983-ban, a Japánban megrendezett Junior Világkupán lépett, ahol egyéni összetettben és talajon is aranyérmet szerzett. Az 1984-es Junior Európa-bajnokságról gerendán az arany-, talajon és felemás korláton pedig az ezüstérmet hozta el.
Pályafutásának 1984–1989 közötti időszakában egyszer szerepelt az olimpián, háromszor világbajnokságon és négyszer Európa-bajnokságon, összesen 29 érmet szerezve. Ebből 14 aranyérem: három olimpiai, hét világbajnoki, öt pedig Európa-bajnoki.
Az 1988. évi szöuli nyári olimpiai játékokon összesen hat érmet szerzett: gerendán, talajon és felemás korláton aranyat, csapatban és egyéni összetettben ezüstöt, ugrásban pedig bronzot. Ugyanekkor hétszer kapta meg a maximális 10 pontot, kiegyenlítve ezzel Nadia Comăneci és Mary Lou Retton rekordját.
Az 1985. évi montréali világbajnokságra való kijutása érdekében a születési adatait meghamisították – 1970-et tüntetve fel születési éveként –, így vehetett részt a tornán 13 évesen, miközben az akkori korhatár tizenöt év volt. Gerendán itt maximális pontszámmal szerzett aranyérmet, továbbá a csapattal egy ezüstöt. A következő, 1987-es rotterdami világbajnokságon három arany- (csapat, felemás korlát, talaj) és egy bronzérmet (egyéni összetett) nyert. A stuttgarti világbajnokságról 1989-ben gerendán, felemás korláton és talajon hozta el az aranyérmet, a csapattal pedig az ezüstöt.
Talajon szerzett bronzérmet 1985-ben Helsinkiben az Európa-bajnokságon. A következő, 1987-es moszkvai Európa-bajnokságon már négy arany- (egyéni összetett, talaj, gerenda, felemás korlát) és egy ezüstéremmel (ugrás) gazdagította gyűjteményét. Következő Európa-bajnoki címét 1989-ben Brüsszelben szerezte talajon. Ugyanitt egyéni összetettben és felemás korláton ezüst, gerendán pedig bronzérmet nyert.

## Visszavonulása után
1990-ben történt visszavonulása után egy évvel, 1991-ben az Amerikai Egyesült Államokba emigrált.
1992-ben Atlantában a Universal Gymnastics Training Centerben volt edző. Dolgozott az Olimpiai Bizottsággal is az 1996. évi nyári olimpiai játékokra való felkészüléskor.
Jelenleg (2017) a georgiai Sandy Springsben edzőként tevékenykedik egy Jump Star Gym nevű magán tornateremben.
2003-ban kötött házasságot Scott Harper sportmenedzserrel.  Három gyermekük született: Jadan Scott (2004), Ava Luciana és Rylan Bryce (2009), a lánya tornázik. A család a Georgia állambeli Mariettában él.

## Díjak, kitüntetések
1985-ben felkerült a Nemzetközi Torna Szövetség Világszínvonalú tornászok listájára.
1986-ban Kiváló Sportolói címmel tüntették ki.
A Román Torna Szövetség 1986-ban, 1988-ban és 1989-ben is az év legjobb női sportolójává nevezte, 1984-ben és 1987-ben pedig az év tíz legjobb női sportolója közé választotta be.
2000-ben megkapta az Érdemért Nemzeti Érdemrend lovagi fokozatát.
Szülővárosa, Déva 2002-ben díszpolgárává avatta.
2002-ben minden idők legfiatalabb tornászaként került be az International Gymnastics Hall of Fame-be.
2008-ban a Sport Érdemrend I. osztályával tüntették ki.